# Le Monteil (Cantal)
Pour les articles homonymes, voir Le Monteil.
Le Monteil est une commune française, située dans le département du Cantal en région Auvergne-Rhône-Alpes.
Créée sous le nom de Chastel, puis Chastel-Marlhac, elle adopte le nom Le Monteil en 1903 à la suite du transfert du chef-lieu de la commune vers ce hameau.
Ses habitants sont nommés les Montellois et les Montelloises.

## Géographie

### Localisation
Le Monteil est un petit village situé au centre de la France, dans le département du Cantal et la région Auvergne. Il appartient à l'arrondissement de Mauriac et au canton d'Ydes.

L'altitude de la mairie est de 800 mètres environ. La superficie du Monteil est de 23,47 km2. Sa latitude est de 45.299 degrés nord et sa longitude de 2.5 degrés est.

La commune est située à 11,5 km au sud de Bort-les-Orgues, 31,6 km au sud-est d'Ussel, 83 km au nord-est de Tulle, 41,6 km au nord d'Aurillac et à 70,2 km au sud-ouest de Clermont-Ferrand.

### Communes limitrophes
Les communes limitrophes sont Auzers, Menet, La Monselie, Saignes, Sauvat, Trizac et Vebret.

Liste des communes limitrophes :
- Saignes (4,4 km)
- Vebret (4,9 km)
- La Monselie (5,3 km)
- Auzers (4,8 km)
- Sauvat (4,8 km)
- Trizac (5,9 km)
- Menet (6,6 km)

### Hameaux
- Auteroche
- Belière
- Bournioux
- Chastel-Marlhac
- Chastenat
- Dijon
- Jalanhac
- la Brugeire
- la Cartelade
- la Gane
- la Grange
- la Maison Neuve
- la Pouvrière
- la Roche
- la Serre
- Lagat
- Lazeroux
- le Cheix
- le Fageol
- le Trieu
- Milange
- Milhac
- Pérignac
- Ribes
- Saint-Victor
- Trappes
- Varagne
- Ventèjes

### Géologie
La commune est située sur la bordure nord-ouest d'un plateau volcanique : la planèze de Trizac. Il s'agit d'une coulée basaltique issue du Suc de Rond (en occitan, Puech Redon).

### Hydrographie
Plusieurs ruisseaux prennent leur source sur le territoire du Monteil, ce sont les ruisseaux de la Roche, des Gouttes, de Lagrange et d'Auteroche.

Le territoire de la commune est bordé à sa limite nord-est à proximité de Chastel-Marlhac par le Violon, affluent de la Sumène et sous-affluent de la Dordogne.

### Climat
Pour des articles plus généraux, voir Climat d'Auvergne-Rhône-Alpes et Climat du Cantal.
En 2010, le climat de la commune est de type climat de montagne, selon une étude du CNRS s'appuyant sur une série de données couvrant la période 1971-2000. En 2020, Météo-France publie une typologie des climats de la France métropolitaine dans laquelle la commune est exposée à un climat de montagne ou de marges de montagne et est dans la région climatique  Ouest et nord-ouest du Massif Central, caractérisée par une pluviométrie annuelle de 900 à 1 500 mm, maximale en automne et en hiver. 
Pour la période 1971-2000, la température annuelle moyenne est de 9,1 °C, avec une amplitude thermique annuelle de 15 °C. Le cumul annuel moyen de précipitations est de 1 369 mm, avec 12,2 jours de précipitations en janvier et 9,1 jours en juillet. Pour la période 1991-2020, la température moyenne annuelle observée sur la station météorologique de Météo-France la plus proche, sur la commune de Saignes à 4 km à vol d'oiseau, est de 11,3 °C et le cumul annuel moyen de précipitations est de 987,0 mm,. Pour l'avenir, les paramètres climatiques de la commune estimés pour 2050 selon différents scénarios d'émission de gaz à effet de serre sont consultables sur un site dédié publié par Météo-France en novembre 2022.

### Transports
Accès par l'autoroute A89 par la sortie  23 Ussel-Ouest à 43 km au nord-ouest ou par la sortie  25 Bort-les-Orgues à 58 km au nord-est en rejoignant Bort-les-Orgues puis Saignes. 

Le village se situe sur la D 30 qui relie Saignes à Trizac.

Les aéroports les plus proches sont Clermont-Ferrand et Aurillac.

## Urbanisme

### Typologie
Au 1er janvier 2024, Le Monteil est catégorisée commune rurale à habitat très dispersé, selon la nouvelle grille communale de densité à 7 niveaux définie par l'Insee en 2022.
Elle est située hors unité urbaine et hors attraction des villes,.

### Occupation des sols
L'occupation des sols de la commune, telle qu'elle ressort de la base de données européenne d’occupation biophysique des sols Corine Land Cover (CLC), est marquée par l'importance des territoires agricoles (81,5 % en 2018), en diminution par rapport à 1990 (82,9 %). La répartition détaillée en 2018 est la suivante : 
prairies (73,8 %), forêts (15 %), zones agricoles hétérogènes (7,6 %), milieux à végétation arbustive et/ou herbacée (2,5 %), zones urbanisées (1,1 %). L'évolution de l’occupation des sols de la commune et de ses infrastructures peut être observée sur les différentes représentations cartographiques du territoire : la carte de Cassini (XVIIIe siècle), la carte d'état-major (1820-1866) et les cartes ou photos aériennes de l'IGN pour la période actuelle (1950 à aujourd'hui).

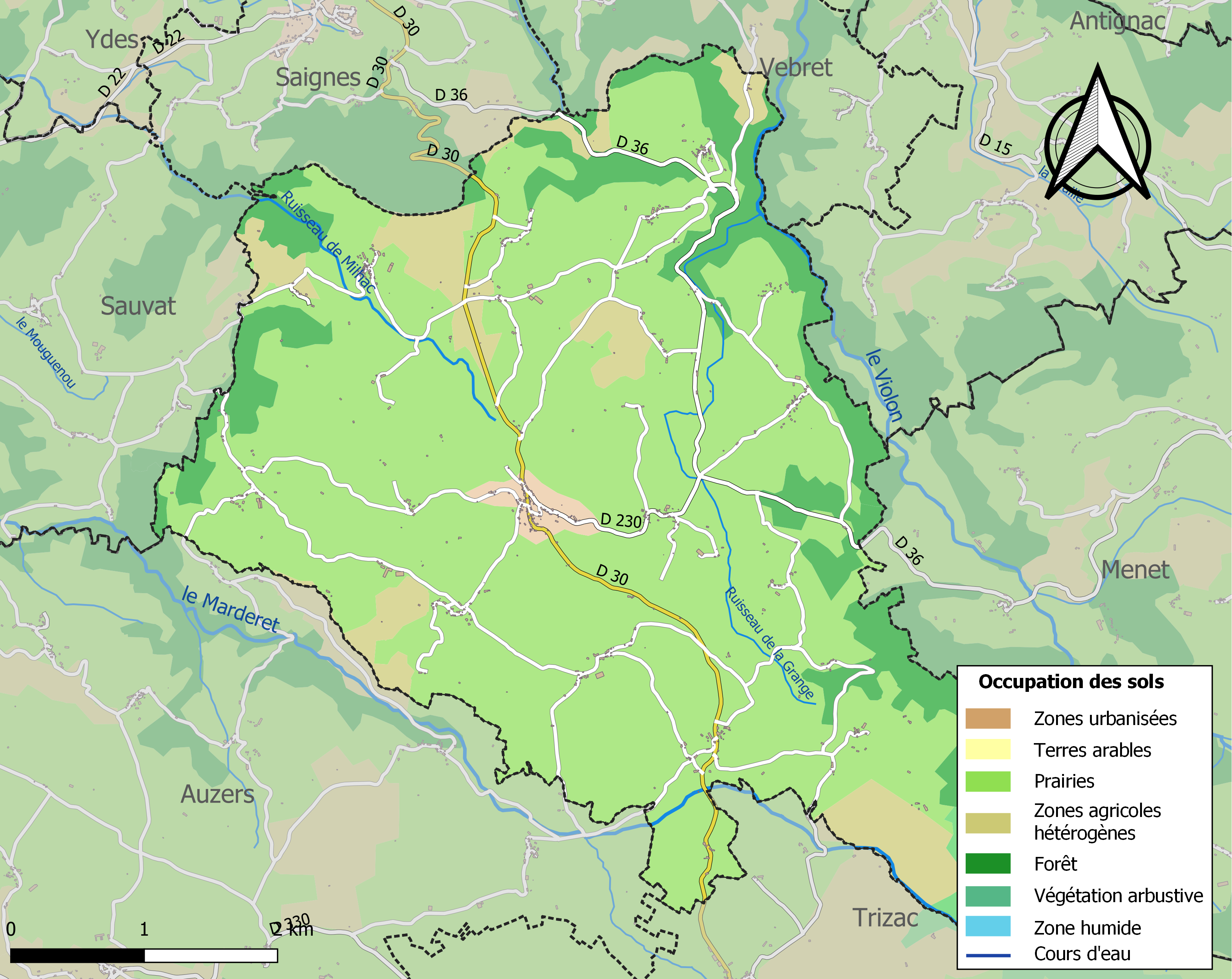
Carte des infrastructures et de l'occupation des sols de la commune en 2018 (CLC).

### Habitat et logement
En 2018, le nombre total de logements dans la commune était de 273, alors qu'il était de 272 en 2013 et de 252 en 2008.
Parmi ces logements, 51,9 % étaient des résidences principales, 40,7 % des résidences secondaires et 7,3 % des logements vacants. Ces logements étaient pour 97,8 % d'entre eux des maisons individuelles et pour 2,2 % des appartements.
Le tableau ci-dessous présente la typologie des logements au Le Monteil en 2018 en comparaison avec celle du Cantal et de la France entière. Une caractéristique marquante du parc de logements est ainsi une proportion de résidences secondaires et logements occasionnels (40,7 %) supérieure à celle du département (20,4 %) et à celle de la France entière (9,7 %). Concernant le statut d'occupation de ces logements, 81,7 % des habitants de la commune sont propriétaires de leur logement (83,7 % en 2013), contre 70,4 % pour le Cantal et 57,5 pour la France entière.
| Typologie                                               | Le Monteil | Cantal | France entière |
| ------------------------------------------------------- | ---------- | ------ | -------------- |
| Résidences principales (en %)                           | 51,9       | 67,7   | 82,1           |
| Résidences secondaires et logements occasionnels (en %) | 40,7       | 20,4   | 9,7            |
| Logements vacants (en %)                                | 7,3        | 11,9   | 8,2            |

## Toponymie
Également mentionnée sous le simple nom de Monteil.

## Histoire
Créée sous le nom de Chastel, puis Chastel-Marlhac, elle adopte le nom Le Monteil en 1903 à la suite du transfert du chef-lieu de la commune vers ce hameau.

## Politique et administration
| Période                                  | Période  | Identité              | Étiquette | Qualité                                                        |
| ---------------------------------------- | -------- | --------------------- | --------- | -------------------------------------------------------------- |
| Les données manquantes sont à compléter. |          |                       |           |                                                                |
| 1793                                     | 1796     | Jean Rouchy           |           |                                                                |
| 1796                                     | 1798     | Jean Sabatier         |           | Agent, sous la tutelle de Pierre Barrier, président du canton. |
| 1798                                     | 1800     | Victor Bagilet        |           | Agent, sous la tutelle de Pierre Barrier, président du canton. |
| 1800                                     | 1810     | Antoine Ferrif        |           |                                                                |
| 1810                                     | 1821     | Antoine Valmier       |           |                                                                |
| 1821                                     | 1842     | Jean Sabatier         |           |                                                                |
| 1842                                     | 1843     | Antoine Raynal        |           | Adjoint, le maire décédé.                                      |
| 1843                                     | 1848     | Pierre Sabathier      |           |                                                                |
| 1848                                     | 1848     | Pierre Raynal         |           |                                                                |
| 1848                                     | 1855     | Antoine Dumas         |           |                                                                |
| 1855                                     | 1867     | Jean-Baptiste Rouchy  |           |                                                                |
| 1867                                     | 1867     | François Dumas        |           |                                                                |
| 1867                                     | 1874     | Jean Dumas            |           |                                                                |
| 1874                                     | 1876     | François Dumas        |           |                                                                |
| 1876                                     | 1890     | François Sabatier     |           |                                                                |
| 1890                                     | 1900     | Léon Rouchy           |           |                                                                |
| 1900                                     | 1903     | François Sabatier     |           |                                                                |
| 1903                                     | 1912     | Antoine Ferrif        |           |                                                                |
| 1912                                     | 1914     | Pierre Léon Sabatier  |           |                                                                |
| 1914                                     | 1917     | Frédéric Rivet        |           | Conseiller, le maire et l'adjoint mobilisés.                   |
| 1917                                     | 1919     | Antoine Chalvignac    |           |                                                                |
| 1919                                     | 1965     | Pierre Léon Sabatier  |           |                                                                |
| 1965                                     | 1977     | Pierre Alphonse Rayna |           |                                                                |
| 1977                                     | 1995     | René Clavel           |           |                                                                |
| 1995                                     | 2001     | Thierry Tible         |           |                                                                |
| 2001                                     | 2008     | Michel Rebillon       |           |                                                                |
| 2008                                     | 2014     | Jacques Rongier       |           |                                                                |
| 2014                                     | 2020     | Jacques Rivet         | SE        | Retraité                                                       |
| 2020                                     | En cours | Jean-Michel Hojak     |           |                                                                |

## Démographie
L'évolution du nombre d'habitants est connue à travers les recensements de la population effectués dans la commune depuis 1793. Pour les communes de moins de 10 000 habitants, une enquête de recensement portant sur toute la population est réalisée tous les cinq ans, les populations de référence des années intermédiaires étant quant à elles estimées par interpolation ou extrapolation. Pour la commune, le premier recensement exhaustif entrant dans le cadre du nouveau dispositif a été réalisé en 2007.

En 2022, la commune comptait 269 habitants, en évolution de −3,24 % par rapport à 2016 (Cantal : −1,08 %, France hors Mayotte : +2,11 %).
| 1793  | 1800 | 1806  | 1821  | 1831  | 1836  | 1841  | 1846  | 1851  |
| ----- | ---- | ----- | ----- | ----- | ----- | ----- | ----- | ----- |
| 1 132 | 898  | 1 137 | 1 173 | 1 269 | 1 272 | 1 334 | 1 425 | 1 322 |

| 1856  | 1861  | 1866  | 1872  | 1876  | 1881  | 1886  | 1891  | 1896  |
| ----- | ----- | ----- | ----- | ----- | ----- | ----- | ----- | ----- |
| 1 335 | 1 317 | 1 302 | 1 287 | 1 219 | 1 298 | 1 340 | 1 259 | 1 250 |

| 1901  | 1906  | 1911  | 1921 | 1926 | 1931 | 1936 | 1946 | 1954 |
| ----- | ----- | ----- | ---- | ---- | ---- | ---- | ---- | ---- |
| 1 210 | 1 252 | 1 319 | 901  | 988  | 907  | 824  | 750  | 670  |

| 1962 | 1968 | 1975 | 1982 | 1990 | 1999 | 2006 | 2007 | 2012 |
| ---- | ---- | ---- | ---- | ---- | ---- | ---- | ---- | ---- |
| 606  | 539  | 421  | 378  | 301  | 274  | 270  | 269  | 263  |

| 2017 | 2022 | - | - | - | - | - | - | - |
| ---- | ---- | - | - | - | - | - | - | - |
| 285  | 269  | - | - | - | - | - | - | - |

Répartition de la population en 1999 :
- 49,6 % d'hommes et 50,4 % de femmes

Répartition de la population en 2007 :
- 48,7 % d'hommes et 51,3 % de femmes
- Célibataires : 30,7 %
- Couples mariés : 48,3 %
- Divorcés : 7,1 %
- Veuves/Veufs : 13,9 %

|                | Hommes | %     | Femmes | %     |
| -------------- | ------ | ----- | ------ | ----- |
| Ensemble       | 127    | 100,0 | 134    | 100,0 |
| 0 à 14 ans     | 16     | 12,2  | 15     | 10,9  |
| 15 à 29 ans    | 16     | 13,0  | 12     | 8,7   |
| 30 à 44 ans    | 19     | 15,3  | 20     | 15,2  |
| 45 à 59 ans    | 36     | 28,2  | 32     | 23,9  |
| 60 à 74 ans    | 30     | 23,7  | 28     | 21,0  |
| 75 à 89 ans    | 9      | 6,9   | 2      | 18,1  |
| 90 ans ou plus | 1      | 0,8   | 3      | 2,2   |
|                |        |       |        |       |
| 0 à 19 ans     | 22     | 17,6  | 17     | 13,0  |
| 20 à 64 ans    | 78     | 61,1  | 64     | 47,8  |
| 65 ans ou plus | 27     | 21,4  | 52     | 39,1  |

## Économie
L'économie locale est principalement basée sur l'agriculture et le tourisme. On y pratique essentiellement l'élevage et principalement de bovins, mais aussi d'autres espèces dans une moindre mesure
Le taux de chômage en 2007 était de 9,6 % et en 1999 il était de 16 %.

Les retraités et les préretraités représentaient 37,2 % de la population en 2007 et 38,7 % en 1999.

Le taux d'activité était de 73,1 % en 2007, contre 63,9 % en 1999.
|              | Nombre | %     | dont % temps partiel | dont % femmes |
| ------------ | ------ | ----- | -------------------- | ------------- |
| Ensemble     | 103    | 100,0 | 23,6                 | 43,4          |
| Salariés     | 57     | 55,7  | 35,6                 | 49,2          |
| Non-salariés | 46     | 44,3  | 8,5                  | 36,2          |

|                                                                     | Hommes | %     | Femmes | %     |
| ------------------------------------------------------------------- | ------ | ----- | ------ | ----- |
| Ensemble                                                            | 58     | 100,0 | 45     | 100,0 |
| Salariés                                                            | 29     | 50,0  | 28     | 63,0  |
| Titulaires de la fonction publique et contrats à durée indéterminée | 22     | 38,3  | 20     | 45,7  |
| Contrats à durée déterminée                                         | 2      | 3,3   | 5      | 10,9  |
| Intérim                                                             | 3      | 5,0   | 0      | 0,0   |
| Emplois aidés                                                       | 0      | 0,0   | 3      | 6,5   |
| Apprentissage - Stage                                               | 2      | 3,3   | 0      | 0,0   |
| Non-salariés                                                        | 29     | 50,0  | 16     | 37,0  |
| Indépendants                                                        | 20     | 35,0  | 7      | 15,2  |
| Employeurs                                                          | 9      | 15,0  | 10     | 21,7  |
| Aides familiaux                                                     | 0      | 0,0   | 0      | 0,0   |

|                                                                                   | 2008 | %     | 1999 | %     |
| --------------------------------------------------------------------------------- | ---- | ----- | ---- | ----- |
| Ensemble                                                                          | 103  | 100,0 | 90   | 100,0 |
| dans la commune de résidence                                                      | 52   | 50,9  | 49   | 54,4  |
|                                                                                   |      |       |      |       |
| dans une commune autre que la commune de résidence                                | 50   | 49,1  | 41   | 45,6  |
| - située dans le département de résidence                                         | 31   | 30,2  | 27   | 30,0  |
| - située dans un autre département de la région de résidence                      | 4    | 3,8   | 1    | 1,1   |
| - située dans une autre région en France métropolitaine                           | 15   | 14,2  | 13   | 14,4  |
| - située dans une autre région hors de France métropolitaine (Dom, Com, étranger) | 1    | 0,9   | 0    | 0,0   |

## Culture locale et patrimoine

### Lieux et monuments

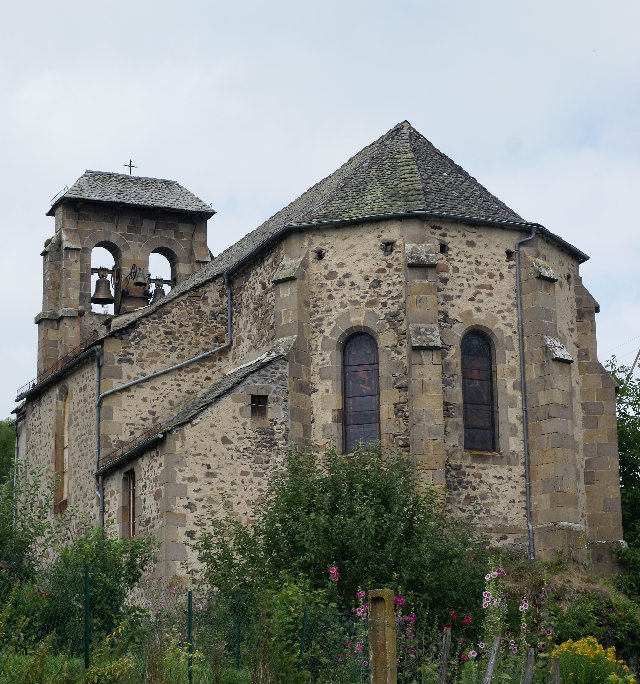
Église paroissiale Saint-Jean-Baptiste.

Près d'une trentaine d'édifices figurent à l'inventaire général du patrimoine culturel notamment :
- l'église Saint-Victor-et-Sainte-Madeleine  située dans le hameau de Chastel-Marlhac est un édifice du XIIe siècle inscrit à l'inventaire des monuments historiques depuis 1963[25] ;
- l'église paroissiale Saint-Jean-Baptiste est construite à la fin du XIXe siècle dans le hameau du Monteil[26] ;
- plusieurs maisons et fermes des XVIIIe et XIXe siècles.

L'ancien oppidum de Meroliacense castrum est un plateau basaltique  situé près du hameau de Chastel-Marlhac dont l'occupation en tant que site défensif daterait de l'antiquité. Il a été mentionné par Grégoire de Tours.

### Personnalités liées à la commune
- La famille Chappe, d'où sont sortis Jean Chappe, de l'académie des sciences, et l'inventeur des télégraphes, Claude Chappe, était originaire de Dijon, un petit hameau dépendant de Le Monteil, à 2 km de celui-ci. Elle se fixa à Mauriac en 1674[28].